# Санта-Клара (индейская резервация)
Санта-Клара (англ. The Santa Clara Indian Reservation, тева Kha’p’oo Owinge) — индейская резервация на севере центральной части штата Нью-Мексико, США. Родина части народности пуэбло. Площадь — 233,6 км². Занимает юг округа Рио-Ариба, северо-восток округа Сандовал и север округа Санта-Фе.

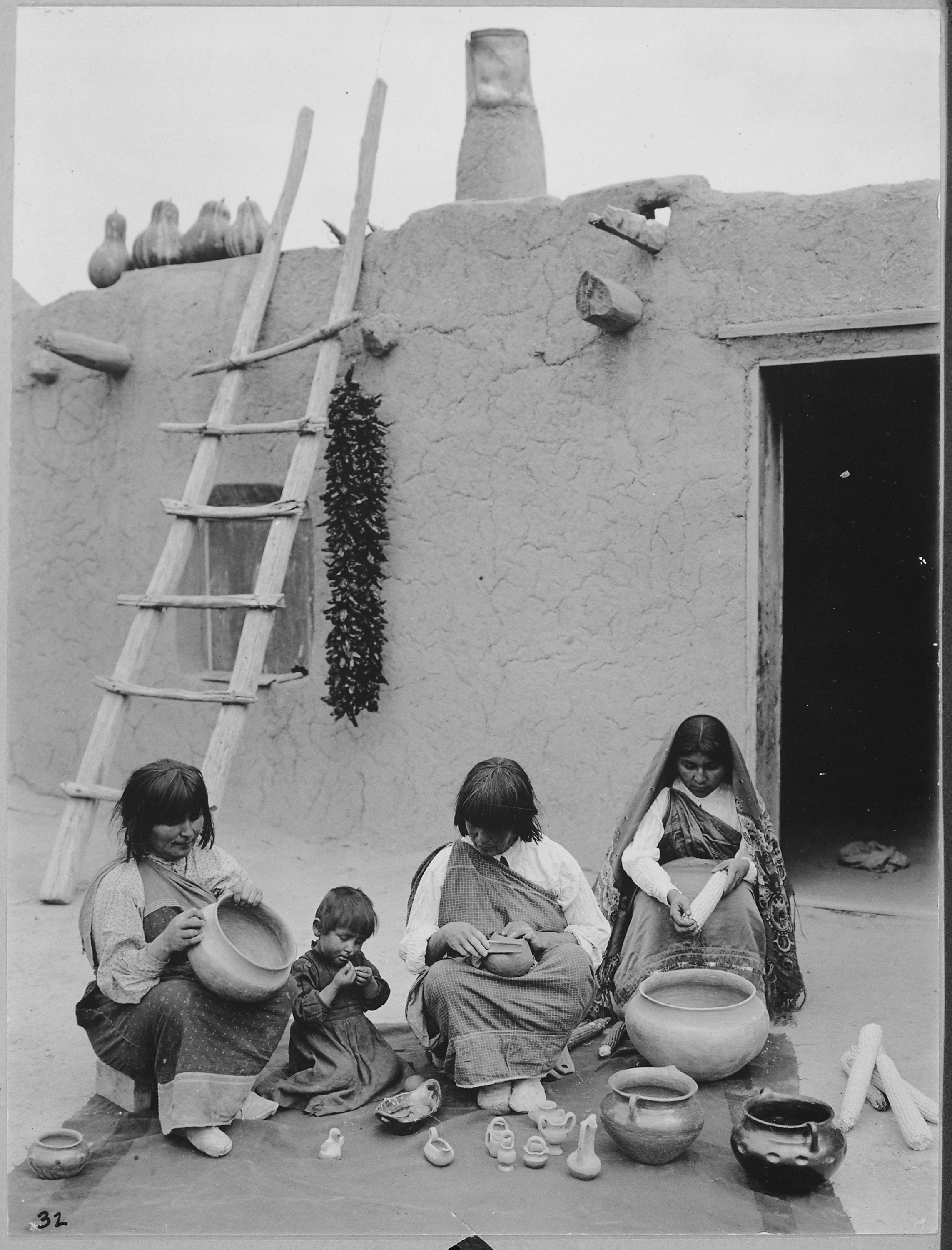
Индейцы в резервации Санта-Клара лепят горшки, Нью-Мексико, 1916

## Демография
По данным федеральной переписи населения 2000 года в резервации проживало 10 658 человек.
В 2019 году в резервации проживало 11 761 человек. Расовый состав населения: белые — 7 456 чел., афроамериканцы — 112 чел., коренные американцы (индейцы США) — 1 202 чел., азиаты — 76 чел., океанийцы — 0 чел., представители других рас — 2 592 чел., представители двух или более рас — 323 человека. Плотность населения составляла 50,35 чел./км². Большинство проживает на северо-востоке резервации. Резервация делится на общины, самой большой общиной является город Эспаньола, хотя часть города не входит в состав резервации.

## Общины
- Эспаньола (население: 5 681)
- Санта-Клара-Пуэбло
- Санта-Крус (население: 266)
- Сомбрильо (население: 157)

## Комментарии
1. ↑  В состав резервации входит часть населённого пункта.